# Placidochromis mbunoides
Placidochromis mbunoides är en fiskart som beskrevs av Mark Hanssens 2004. Placidochromis mbunoides ingår i släktet Placidochromis och familjen Cichlidae. Inga underarter finns listade i Catalogue of Life.